# Tom House
Thomas Ross House, né le 29 avril 1947 à Seattle, dans l'État de Washington, est un ancien joueur de baseball américain. Lanceur de relève dans les ligues majeures de baseball nord-américaines, il a été après sa retraite instructeur des frappeurs des Rangers du Texas de 1985 à 1992.

## Biographie
Tom House est sélectionné par les Braves d'Atlanta lors du repêchage des ligues majeures de baseball de 1967 ; il passe plusieurs saisons dans les ligues mineures, débutant au sein des Eagles de Kingston et des Braves d'Austin, puis évoluant 5 saisons au sein de la formation de niveau Triple-A des Braves de Richmond, en Ligue internationale.
Il est incarné par l'acteur Bill Paxton dans le film Million Dollar Arm (2014).